# بي إم دبليو آي 3
بي إم دبليو آي 3 كانت تسمى سابقًا بـ مركبة المدينة ميجا، هي سيارة كهربائية صغيرة ذات الخمسة أبواب من الصانع الألماني بي إم دبليو. هذه السيارة هي جزء من مشروع الشركة الذ يحمل الاسم «آي» والذي أنشأ علامة تجارية جديدة تسمى بي إم دبليو آي. كانت سيارة بي إم دبليو آي 3 أول سيارة بلا عادم لأنها مركبة كهربائية بالكامل تاتي ببوليمر مدعم بألياف الكربون لتعزيز استهلاك السيارة من الكهرباء حيث كانت الشركة الألمانية أول شركة تستخدم هذه التقنية في الإنتاج التجاري. تسير السيارة لمسافة 130-160 كم (80-100 ميل) تحت دورة القيادة الأوروبية الجديدة (NEDC )، وتصل إلى 200 كم (120 ميل) في وضع القيادة الأكثر كفاءة.